# Une femme est une femme
Une femme est une femme is een Franse filmkomedie uit 1961 onder regie van Jean-Luc Godard.

## Verhaal
De exotische danseres Angela wil een kind. Als blijkt dat haar vriendje Emile daar nog niet klaar voor is, probeert ze bij haar beste vriend Alfred.

## Rolverdeling
| Acteur             | Personage        |
| ------------------ | ---------------- |
| Anna Karina        | Angela Récarnier |
| Jean-Claude Brialy | Emile            |
| Jean-Paul Belmondo | Alfred Lubitsch  |